# Aleksandrs Isakovs
Aleksandrs Isakovs est un footballeur international de nationalité lettonne et d'ethnie russe (Alexandre Nikolaïevitch Issakov), né le 16 septembre 1973 à Daugavpils qui s'appelait alors Dvinsk en URSS.
Il a participé à l'Euro 2004 avec l'équipe de Lettonie.

## Biographie

### Carrière internationale
Valērijs Ivanovs compte 59 sélections avec l'équipe de Lettonie entre 1997 et 2005. 
Il a participé à l'Euro 2004 avec l'équipe de Lettonie.

## Palmarès
- Champion de Lettonie 2002, 2003 et 2004 avec le Skonto Riga
- Vainqueur de la Coupe de Lettonie en 2002 avec le Skonto Riga